# Steve Guttenberg
Steven Robert Guttenberg (Brooklyn, Nueva York, 24 de agosto de 1958) es un actor y cómico estadounidense. Se hizo internacionalmente famoso durante la década de los 80, tras sus papeles en Cocoon, Tres hombres y un bebé, Loca academia de policía y Cortocircuito.

## Biografía
Nació en Brooklyn, de ascendencia judía, hijo de Ann Iris, asistente ortopédica, y Jerome Stanley Guttenberg, ingeniero eléctrico; y se crio en North Massapequa, Nueva York donde se graduó en Plainedge High School. Estudió en The Juilliard School, Universidad de Albany y en UCLA.

### Carrera como actor
Estudió con el profesor Herbert Berghof y en la escuela de comedia de improvisación The Groundlings, tras lo que actuó en  teatros como el Helen Hayes de Broadway, donde tuvo el papel principal en Prelude to a Kiss y The Comedy en el West End de Londres, donde también protagonizó The Boys Next Door. Se llevó las felicitaciones por la producción del estreno mundial de Furthest From the Sun, dirigida y coprotagonizada por Woody Harrelson.
También apareció con frecuencia en televisión. Sus películas televisivas incluyen la aclamada por la crítica Miracle on Ice (1981), To Race the Wind (1980), Something for Joey (1977) y la controvertida película sobre el holocausto nuclear The Day After (1983), que, más de veinte años después de su retransmisión original sigue siendo la película hecha para la televisión más valorada en la historia.[cita requerida] Antes de hacerse conocido, interpretó el papel principal en la efímera serie sitcom de 1979 Billy: un muchacho adolescente con complejo de Walter Mitty. En 1980 protagonizó un anuncio publicitario de Coca-Cola.
Participó en las películas: Loca academia de policía (1984), Cocoon (1985) y Tres hombres y un bebé (1986) y sus respectivas secuelas. También ha aparecido en algunas películas como Can't stop the music (1978), Diner (1982), Falso testigo (1987), The Boys from Brazil (1978) y Cortocircuito (1986). También fue protagonista en It Takes Two con Kirstie Alley y las gemelas Olsen.
Aunque sea conocido por su trabajo de actor cinematográfico, sus raíces están en el teatro. Su primera película como director, productor y coguionista fue una adaptación de un éxito de Broadway, la comedia dramática Your Cat Is Dead, de James Kirkwood, Jr.
Tuvo un papel en la segunda temporada de la serie televisiva Veronica Mars como Woody Goodman, un rico hombre de negocios y líder de una comunidad. También apareció en la película para televisión La aventura del Poseidón, remake emitido en el 2005, interpretando a Richard Clarke.
También participó como Barry en Mojave Phone Both y como Trafton en Making Change. En Single Santa Mrs. Clause y su secuela Meet the Santas interpretó el papel de Nick, y trabajó en una película con Jessica Simpson llamada Major Movie Star.
La sexta edición del Golden Wagon Film Festival recibió el premio Tony Randall Lifetime Archievement de 2008 por su trabajo en la industria de entretenimiento así como sus numerosos y generosos servicios a la comunidad,.premio creado como tributo al primer homenajeado del Golden Wagon, Tony Randall.
El 25 de agosto de 2008, publicó un video titulado Steve Guttenberg's Steak House en funnyordie.com.
En 2008 participó en el programa televisivo Dancing with the Stars.

## Filmografía
| Año  | Título                                            | Papel                 | Notas          |
| ---- | ------------------------------------------------- | --------------------- | -------------- |
| 1977 | Rollercoaster                                     |                       |                |
| 1977 | The Chicken Chronicles                            |                       |                |
| 1978 | Los niños del Brasil                              | Barry Kohler          |                |
| 1979 | Players                                           |                       |                |
| 1980 | Can't Stop the Music                              | Jack Morell           |                |
| 1980 | To Race the Wind                                  | Harold Krents         | Película de TV |
| 1981 | Miracle On Ice                                    |                       |                |
| 1982 | Diner                                             |                       |                |
| 1983 | The Man Who Wasn't There                          |                       |                |
| 1983 | The Day After                                     | Stephen Klein         | Película de TV |
| 1984 | Police Academy                                    | Oficial Carey Mahoney |                |
| 1985 | Police Academy 2: Their First Assignment          | Oficial Carey Mahoney |                |
| 1985 | Cocoon                                            | Jack Bonner           |                |
| 1985 | Cocoon                                            | Jack Bonner           |                |
| 1985 | Los matasanos                                     |                       |                |
| 1986 | Police Academy 3: Back in Training                | Oficial Carey Mahoney |                |
| 1986 | Cortocircuito                                     | Newton Crosby         |                |
| 1987 | Falso testigo                                     |                       |                |
| 1987 | Police Academy 4: Citizens on Patrol              | Oficial Carey Mahoney |                |
| 1987 | Amazon Women on the Moon                          |                       |                |
| 1987 | Tres hombres y un bebé                            | Michael Kellam        |                |
| 1988 | Cocoon: The Return                                | Jack Bonner           |                |
| 1988 | High Spirits                                      |                       |                |
| 1990 | Don't Tell Her It's Me (aka The Boyfriend School) |                       |                |
| 1990 | Three Men and a Little Lady                       |                       |                |
| 1995 | The Big Green                                     |                       |                |
| 1995 | Home for the Holidays                             |                       |                |
| 1995 | It Takes Two                                      |                       |                |
| 1997 | Zeus and Roxanne                                  |                       |                |
| 1997 | Casper, la primera aventura                       |                       |                |
| 1997 | Tower of Terror                                   | Buzzy Crocker         |                |
| 1999 | Home Team (film)                                  |                       |                |
| 2002 | P. S. Your Cat Is Dead!                           |                       |                |
| 2004 | Single Santa Seeks Mrs Claus                      |                       |                |
| 2005 | Meet the Santas                                   |                       |                |
| 2005 | La aventura del Poseidón                          | Richard Clarke        |                |
| 2006 | Bo! in the USA                                    |                       |                |
| 2006 | Mojave Phone Booth                                |                       |                |
| 2008 | Major Movie Star                                  |                       |                |
| 2008 | Cornered!                                         |                       |                |
| 2008 | Jackson                                           |                       |                |
| 2008 | Heidi 4 Paws                                      |                       | Voz            |
| 2009 | Tiger Force Forever: Unleashed                    |                       |                |
| 2009 | Shannon's Rainbow                                 |                       |                |
| 2015 | Ballers                                           |                       |                |
| 2015 | Lavalántula                                       |                       |                |
| 2019 | Trauma Center                                     |                       |                |
| 2020 | Rifkin's Festival                                 |                       |                |